# 仁鶴・たか子の夫婦往来
『仁鶴・たか子の夫婦往来』（にかく・たかこのふうふおうらい）は、毎日放送（MBSテレビ）で放送されていた視聴者参加のトーク番組である。

## 概要
1974年4月6日放送開始
。開始当初は45分番組だったが、1975年のネットチェンジによる編成の変更で30分番組となった。
番組は、笑福亭仁鶴と岡本たか子夫妻が司会進行を担当し、視聴者から公募された夫婦をスタジオに招き、夫婦や家族の円満ぶりやオノロケなどについての対談を行っていた。また番組冒頭では仁鶴・たか子夫妻によるミニ漫才も行われていた。
番組開始当初はいわゆる「ネット腸捻転」と呼ばれていた時代で、関東地区では当時NETテレビ（日本教育テレビ。現・テレビ朝日）とともにクロスネット局関係にあった東京12チャンネル（現・テレビ東京）にネットされたが、腸捻転解消後の1975年4月以後は東京放送（現・TBSテレビ） にネットされたほか、その他の地域にも番組販売などで放送された地域があった。1977年3月26日終了。

## 主なスタッフ
- 題字　池坊専永
- タイトル画　山藤章二
- 構成　足立克己、中村進
- 音楽　加納光記

## ネット局
- 毎日放送（製作・幹事局）
- 東京12チャンネル（現・テレビ東京、1975年3月まで）
- 東京放送（現・TBSテレビ、1975年4月から）
- 北海道放送（1974年4月 - ）
- 富山テレビ（1976年）
- 名古屋テレビ（ - 1975年3月）
- 中部日本放送（1975年4月 - ）
- 中国放送（1975年4月 - ）
- 山陰中央テレビジョン放送
- テレビ愛媛（1976年）
- テレビ西日本（ - 1976年3月）[脚注 1]
- RKB毎日放送（1976年4月 - ）[脚注 1]